# 腺苷受體拮抗劑
腺苷受體拮抗劑（Adenosine receptor antagonist）是一種藥物，可作為一種或多種腺苷受體的拮抗劑，例如咖啡因、茶鹼和可可鹼。